# Тромбін-Румункі
Тромбін-Румункі (пол. Trąbin-Rumunki) — село в Польщі, у гміні Бжузе Рипінського повіту Куявсько-Поморського воєводства.
Населення — 223 особи (2011).
У 1975-1998 роках село належало до Влоцлавського воєводства.

## Демографія
Демографічна структура станом на 31 березня 2011 року:
|          | Загалом | Допрацездатний вік | Працездатний вік | Постпрацездатний вік |
| -------- | ------- | ------------------ | ---------------- | -------------------- |
| Чоловіки | 114     | 31                 | 74               | 9                    |
| Жінки    | 109     | 23                 | 55               | 31                   |
| Разом    | 223     | 54                 | 129              | 40                   |